# Scott Rockenfield
Scott Rockenfield (Seattle, 15 de junho de 1963) é um baterista estadunidense, conhecido por seu trabalho com a banda de metal progressivo Queensrÿche.
Em 2012, Scott apareceu na 39a posição de uma Lista com os 100 Melhores Bateristas da História, elaborada pela revista Rolling Stone.
Em 2015, Scott figurou na 45a posição da lista 60 Pesos Pesados da Bateria elaborada pela revista Roadie Crew.

## Discografia

### Discos solo
- 2008 - The X Chapters

### Com "Paul Speer"
- 1998 - TeleVoid
- 2000 - Hells Canyon

### Com a Banda  "Slave to the System"
- 2002 - Slave to the System

### Com a banda "Headless"
- Growing Apart (2013)